# Д’Аркур, Мари-Франсуа
Мари-Франсуа д’Аркур (фр. Marie-François d'Harcourt; 25 мая 1755, Жуи-ан-Жозас (ныне — в департаменте Ивелин) — 21 ноября 1839, Марсель) — французский государственный деятель, маркиз, затем герцог де Бёврон, 6-й герцог д’Аркур, член Палаты пэров.

## Биография
Сын Анн-Франсуа д’Аркура, маркиза де Бёврон, и Мари-Катрин Руйе де Жуи.
Эмигрировал во время революции, служил в армии принца Конде, командовал «рыцарями короны». Состоял на службе герцога Беррийского. В 1802 после смерти дяди Франсуа-Анри унаследовал титул герцога д’Аркура. Во время первой реставрации Бурбонов вернулся во Францию, 4 июня 1814 был назначен пэром, 28 февраля 1815 — лейтенант-генералом. На процессе маршала Нея голосовал за смертную казнь. После Июльской революции отказался присягнуть новому правительству и ушел в отставку, удалившись в Марсель.

## Семья
Жена (3.07.1780): Мадлен Жаклин Ле Венёр де Тийер (1764—1825), дочь Танги V Ле Венёр де Тийера и Эмардины де Николаи
Дети:
- Эмардина (1784—1859). Муж (31.01.1801) Элион де Вильнев-Ванс, маркиз де Ванс (1783—1834)
- Альфонс (1785—1840), герцог д’Аркур
- Эжен (1786—1866), герцог д’Аркур. Жена (14.05.1807): Аглае Терре (1788—1867), дочь Антуана Терре, виконта де Розьера, и Николь Перрене де Вальмон де Гробуа, дамы де Гробуа
- Анн Мишелин Элали (1790—1832). Муж (11.06.1811): Ролан Ле Гра дю Люар, маркиз дю Люар (1781—1868)